# Daniel Denison
Daniel Denison (Leeds, 14 februari 1985) is een golfprofessional uit Engeland. 
Denison had als amateur handicap +3 en werd in 2006 professional.
In 2007 speelde hij het Brits Open en kort daarna raakte hij betrokken bij een auto-ongeluk waarbij hij beide benen brak. In mei 2009 was hij weer voldoende hersteld om toernooien te spelen. 
In 2011 werd hij 2de op het Saint-Omer Open en zes weken later behaalde hij zijn eerste overwinning: het ECCO Tour Kampioenschap, dat zowel voor de ECCO Tour als de Challenge Tour telt. Op de rangorde van de Challenge Tour steeg hij naar de 2de plaats.
Denison zit bij International Sports Management.

## Gewonnen
- 2011: ECCO Tour Kampioenschap 2011 met -8